# Sawantwadi
Sawantwadi es una ciudad y  municipio situada en el distrito de Sindhudurg en el estado de Maharashtra (India). Su población es de 23851 habitantes (2011). Se encuentra a 113 km de Kolhapur.

## Demografía
Según el censo de 2011 la población de Sawantwadi era de 23851 habitantes, de los cuales 11903 eran hombres y 11948 eran mujeres. Sawantwadi tiene una tasa media de alfabetización del 93,85%, superior a la media estatal del 82,34%: la alfabetización masculina es del 95,52%, y la alfabetización femenina del 92,21%.